# Dr. Jekyll and Mr. Hyde (film 1912)
Dr. Jekyll and Mr. Hyde − film krótkometrażowy, horror oparty na noweli Doktor Jekyll i pan Hyde Roberta Louisa Stevensona oraz sztuce Thomasa Russella Sullivana. Film znajduje się w domenie publicznej i można go oglądać w internecie.

## Obsada
- James Cruze − Dr. Jekyll / Mr. Hyde
- Harry Benham − Mr. Hyde w niektórych scenach (niewspomniany w napisach)
- Florence La Badie − kochanka Dr. Jekyll
- Marie Eline − mała dziewczynka pukająca do pana Hyde'a
- Jane Gail – statystka
- Marguerite Snow – statystka

## Opis fabuły
Szanowany prawnik, doktor Jekyll tworzy eliksir, który przemienia go w jego mroczną połowę nazywaną Pana Hyde'a, w której wyzwala swoje złe emocje. Z czasem uzależnia się od narkotyku i postać Hyde'a przejmuje nad nim większą kontrolę niż jego własna, doktora Jekylla. W miasteczku dochodzi do tajemniczych zbrodni, dokonywanych przez owo uosobienie zła. W finale, nie mogąc pogodzić się ze swoją podwójną osobowością, Doktor Jekyll popełnia samobójstwo pod postacią pana Hyde'a, połykając truciznę.
Film oparty jest na noweli szkockiego pisarza, Roberta Louisa Stevensona, oraz sztuce Thomasa Russella Sullivana opartej na owej noweli.